# شون تشن (رسام بالرصاص)
شون تشن (بالإنجليزية: Sean Chen)‏ هو رسام بالرصاص أمريكي، ولد في 15 أغسطس 1968 في واشنطن العاصمة في الولايات المتحدة.

## وصلات خارجية
- الموقع الرسمي